# 楊應華
楊應華（16世紀—17世紀），字實甫，號若木，南直隸寧國府寧國縣人，明朝政治人物。

## 生平
楊應華剛成年已因聰明而知名，是萬曆四十年（1612年）壬子科應天鄉試第一百二名舉人，授松陽知縣，為政明敏而持大體，公餘時在雲巖書院講學，人們比擬為白鹿書院，又向朝廷請求平均賦役，使人民不受打擾，秩滿後入謹和上級不合，又因母親去世而回鄉，行李只有圖書數卷，人們都思念他。

## 引用
1. 1 2  民國《寧國縣志·卷十一·人物志上》：楊應華，字實甫，號若木，萬曆壬子科舉人，任浙江松陽令，天才濬發，弱冠知名，嘗與同社會藝白雲山，雅善蘭竹，時人矜貴之，作宰三年不趨權貴，後以忤當事罷，歸惟圖書數卷，著有文集。
2. ↑  光緒《松陽縣志·卷七·官秩志》：楊應華，字若木，寧國人，崇正間知縣，明敏豁達、政多大體，公餘與西齋吳學博講論于雲巖，時擬之白鹿洞，校士簡篤學者加惠，審理多協輿情，請平田均役，民用不擾，秩滿入覲以丁內艱歸，士民至今思之。